# Sani, Mauritania
Sani este o comună din departamentul Kankossa, Regiunea Assaba, Mauritania, cu o populație de 8.928 locuitori.